# Juments et Poulains dans un paysage fluvial
Juments et Poulains dans un paysage fluvial est une peinture à l'huile sur toile du peintre anglais George Stubbs, créée vers 1765, et conservée dans la galerie Tate à Londres. 
Cette peinture montre cinq chevaux, dont trois juments et deux poulains, dans un paysage comportant une rivière.

## Réalisation

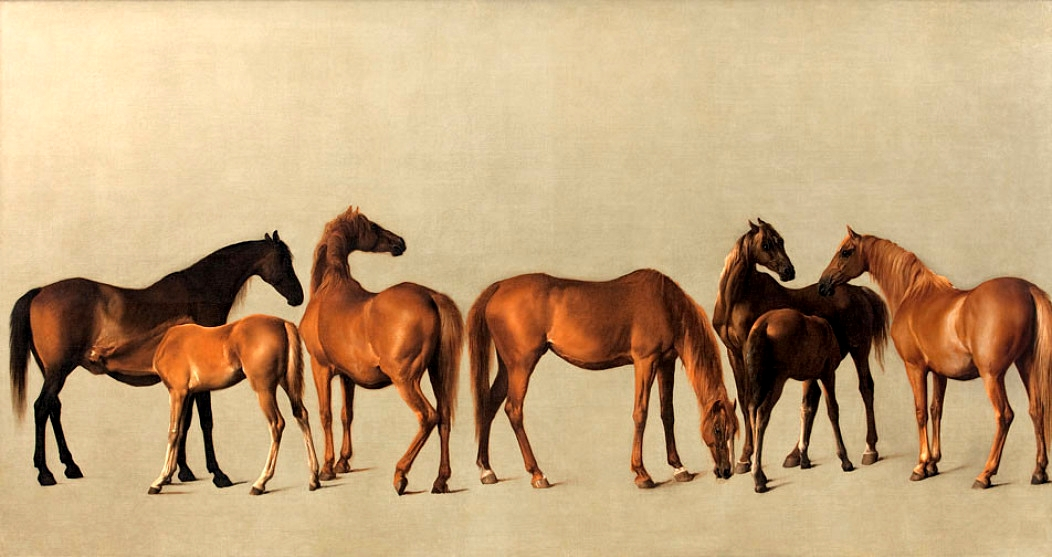
Mares and Foals without a Background, peint en 1762, a inspiré Juments et Poulains dans un paysage fluvial.

Cette peinture a été créée durant les années 1760, à une époque où George Stubbs se consacre principalement à des portraits de chevaux et de juments célèbres commandés par de riches aristocrates anglais. Il semble que ce tableau, dont il existe deux versions, ait été commandé par Grafton. Stubbs s'inspire ici d'un tableau très similaire, Mares and Foals without a Background, qu'il a peint en 1762 pour répondre à une commande de Lord Rockingham,. Il a représenté des groupes de chevaux dans toutes sortes de paysages, allant des montagnes aux rivières en passant par les bois.

## Description

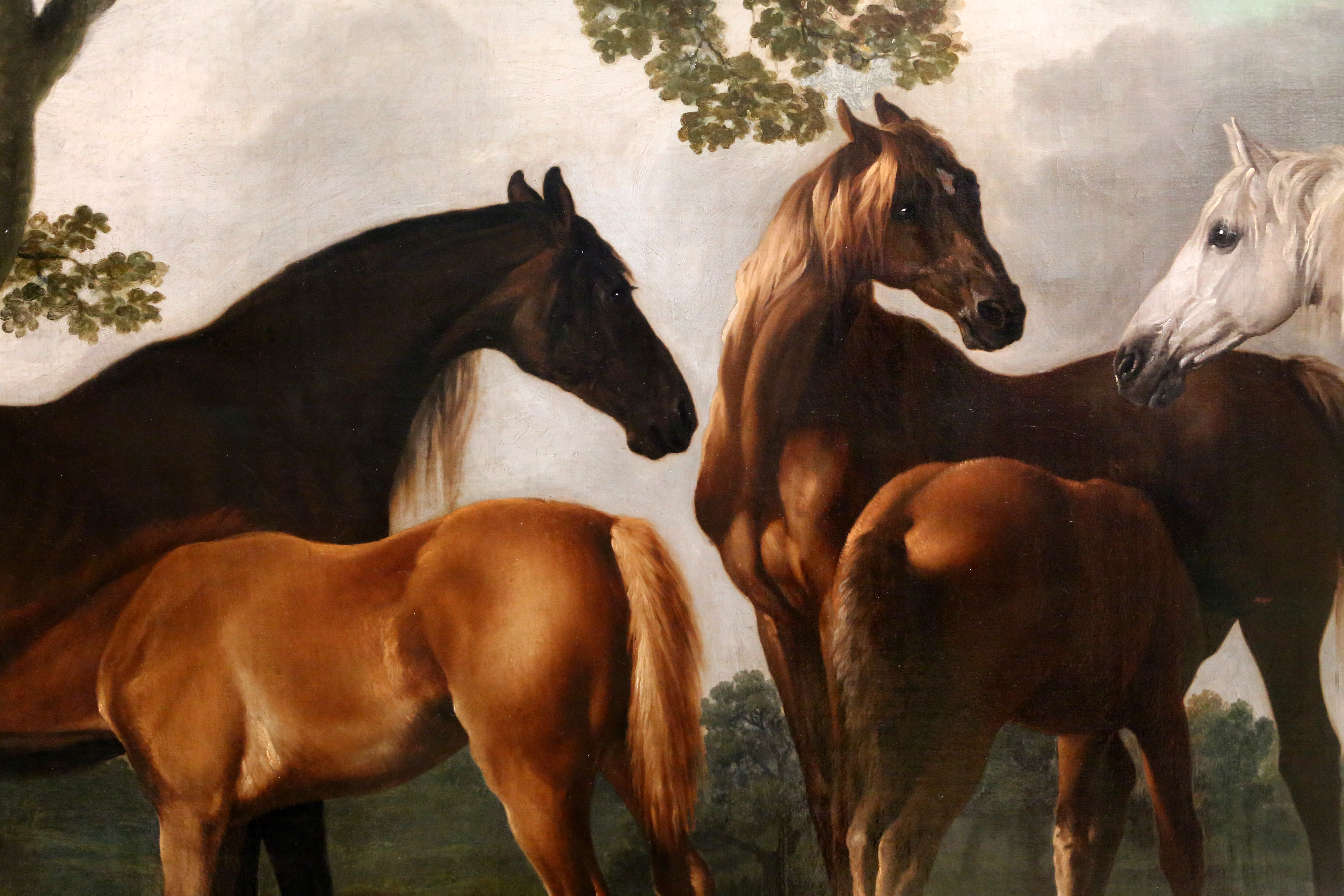
Détail du tableau

Les cinq chevaux sont tous représentés de profil ou de trois quart, et ont un langage corporel particulièrement expressif. Le tableau dégage une atmosphère « calme et lyrique », et ne représente pas d'être humain ni d'autres animaux. La jument grise située à droite du tableau a souvent été dépeinte comme une jument arabe, mais d'après Donna Landry, il est possible qu'il s'agisse d'une Barbe, l'arabomanie équestre ayant souvent poussé à une tendance à voir la race arabe partout.
L’œuvre mesure 101,6 × 161,9 cm ; il s'agit d'une peinture à l'huile sur toile,.

## Historique
Ce tableau est conservé dans la galerie Tate de Londres.